# نورة البلوشي
نورة البلوشي (27 يوليو 1966 -)، ممثلة بحرينية. بدأت مشوارها الفني عام 2000.

## أعمالها الفنية

### من المسلسلات
| سنة الإنتاج | اسم المسلسل                             |
| ----------- | --------------------------------------- |
| 2000        | نيران                                   |
| 2007        | حراير                                   |
| 2007        | عمشة بنت عماش                           |
| 2007        | المقاريد                                |
| 2008        | الساكنات في قلوبنا                      |
| 2008        | سقوط الأقنعة                            |
| 2009        | هوامير الصحراء                          |
| 2009        | قلب أبيض                                |
| 2009        | أسوار 2                                 |
| 2009        | سوالف طفاش جزئين، الجزء الثاني عام 2010 |
| 2011        | عميان                                   |
| 2012        | لولو ومرجان                             |

### من المسرحيات
| سنة الإنتاج | المسرحية          |
| ----------- | ----------------- |
| 1997        | بيت خاص جداً       |
| 2006        | خوش سفرة          |
| 2012        | وين ما نطقها عوية |

### من الأفلام
| سنة الإنتاج | الفيلم |
| ----------- | ------ |
| 2010        | مريمي  |

## روابط خارجية
- نورة البلوشي على موقع IMDb (الإنجليزية)
- نورة البلوشي على موقع قاعدة بيانات الأفلام العربية